# Subestación de tracción

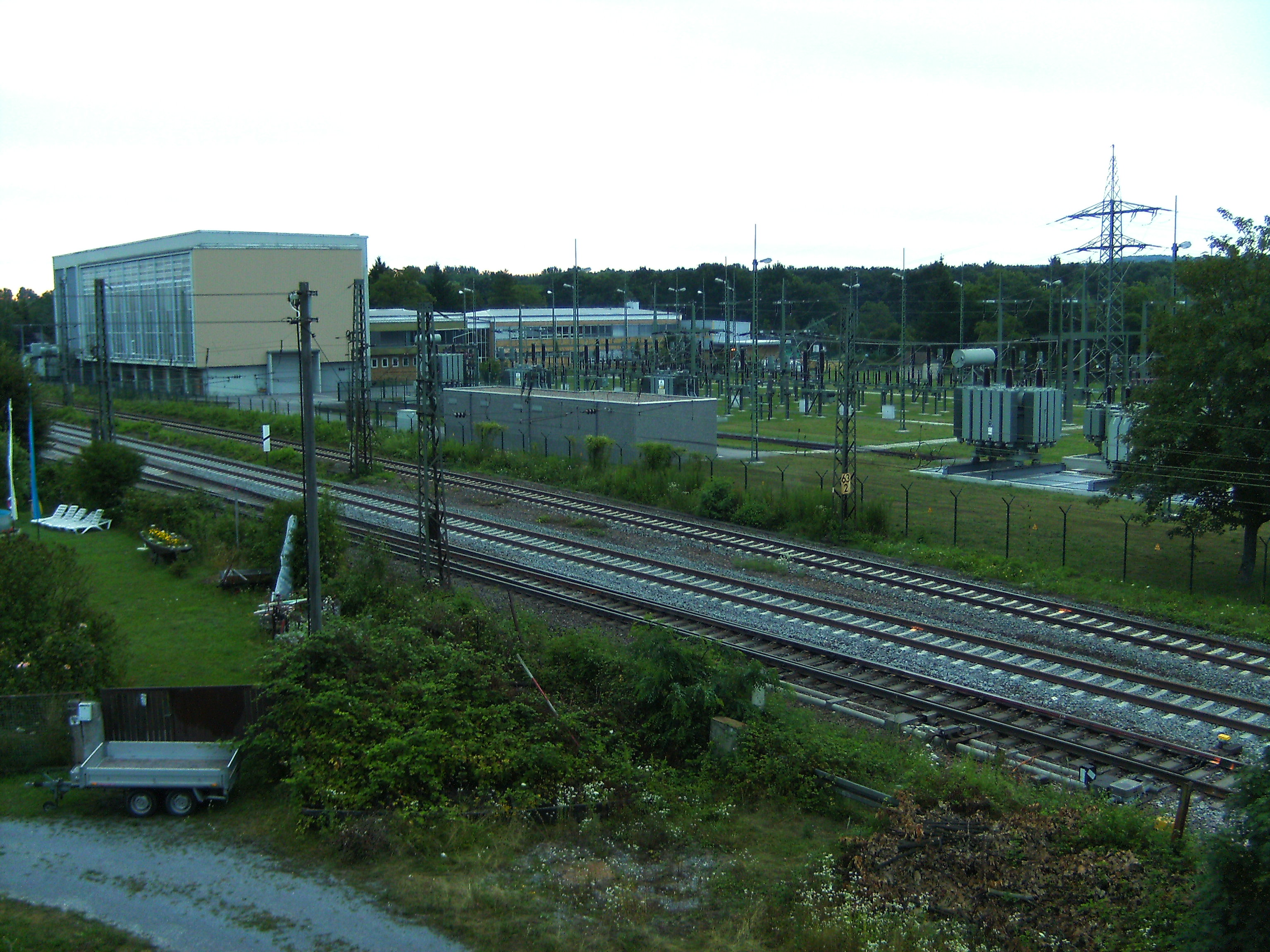
Subestación de tracción en Karlsruhe, Alemania

Una subestación de tracción es aquella subestación eléctrica que convierte la energía eléctrica desde la forma provista por la red general a unas condiciones de voltaje, corriente y frecuencia apropiada para su uso en medios de transporte como el ferrocarril (incluyéndose tranvías y medios relacionados) o trolebuses.
Esto puede involucrar la conversión de un sistema trifásico a frecuencia industrial (50 Hz o 60 Hz) a frecuencias más reducidas, su conversión a un sistema de una única fase en corriente alterna o su rectificado para proporcionar corriente continua según los requerimientos del motor eléctrico a alimentar.
Un sistema de electrificación ferroviaria comprende el conjunto de elementos que hacen posible que la energía eléctrica llegue a la unidad móvil, con la potencia necesaria para que pueda alcanzar las prestaciones a las cuales ha sido diseñado.
Por tanto, un sistema de electrificación comprende tres grandes bloques:
- Líneas de alta tensión para alimentación del sistema desde la red de transporte.
- Subestaciones transformadoras y/o acondicionadoras de la tensión.
- Líneas de alimentación de energía al material móvil y circuito de retorno.

La clasificación de las subestaciones atiende a diferentes criterios:
- Según función, se distinguen subestaciones de distribución (inferior a 220 kV), transporte (400 o 220 kV) y tracción (600-3000 Vcc y 15-55 kVca).
- A partir de ubicación, parque interior o intemperie. En el segundo caso cuando todos sus elementos están en el exterior.
- Según la tecnología utilizada en las celdas, AIS (Air Insulated Switchgear), GIS (Gas Insulated Switchgear) e híbridas.
- A partir del tipo de tracción eléctrica empleada, en corriente continua y corriente alterna.

De forma genérica, una subestación de tracción es la instalación encargada de realizar la conexión de los tramos de electrificación a la red trifásica de transporte. Para ello, transforman tensiones desde niveles de la red trifásica a los de la catenaria, con previa rectificación en el caso de sistemas de corriente continua.
Generalmente, las subestaciones de tracción presentan una topología en barra simple. Los motivos de ello, responden a las principales ventajas de este tipo de topología frente a otras más complejas. Estas ventajas suponen un menor coste y mayor flexibilidad. No obstante, cuando se pretenda alimentar a varias líneas desde una misma subestación, es aconsejable emplear topologías más complejas como en anillo o en doble barra.
Respecto a la forma de conexión de la subestación al sistema trifásico de la red pública, se distinguen dos formas de conectarse:
- Conexión a dos fases de la red pública trifásica. En este tipo de conexionado no existe zona neutra (se trata de un tramo en el que no existe conexión entre las fases de alimentación y la catenaria). Este tipo de sistema es preferible disponer de dos transformadores, funcionando sólo uno de ellos en régimen normal, el otro en “stand-by” para operar en caso de fallo.
- Conexión a las tres fases de la red pública trifásica. Este modo de conexión se denomina conexión en “V”. En este caso, se tienen subestaciones de tracción con dos transformadores conectados a fases diferentes y funcionando en régimen normal ambos.

## Subestación de Tracción en Corriente Continua
Por lo general, las subestaciones de tracción de corriente continua, alimentan catenarias a tensiones que van desde los 600 V a los 3.000 V, aunque realmente las tensiones de alimentación son ligeramente superiores a estas teóricas, ya que hay que considerar las pérdidas en las líneas (p. ej. tener una tensión de 3.300 V a la salida de la subestación de tracción para alimentar una línea convencional de 3.000 V). Los componentes de las mismas son muy similares a las subestaciones de tracción de alterna. Sin embargo, se incluye el puente rectificador que las hacen ser un poco más complejas. Además, si se trata de una subestación reversible, esta debe poseer un equipo inversor que permita devolver la energía eléctrica desde la catenaria hasta la red de distribución.
El principal inconveniente frente las subestaciones de tracción en alterna es que la distancia entre subestaciones ha de ser menor. Esto se debe a que las tensiones empleadas son menores y, por lo tanto, las pérdidas por unidad de distancia son mayores. Por ejemplo, para redes metropolitanas de 600 V, la distancia entre subestaciones varía entre los 2 y los 3 km. Por otra parte, para una red de cercanías con tensión en catenaria de 3.000 V esta se eleva hasta los 10 km.
Las subestaciones de tracción en corriente continua se pueden clasificar en dos tipos: según si la energía eléctrica puede ser devuelta a la red eléctrica (subestaciones reversibles) o no (subestaciones no reversibles).

### No reversibles (convencionales)
Permiten exclusivamente la conversión unidireccional de corriente alterna de la red de distribución a corriente continua de servicio de las catenarias.
El proceso de tratamiento de la energía eléctrica en estas subestaciones es el siguiente:
- En primer lugar, se encuentra la entrada de alimentación de la compañía suministradora (normalmente a 15, 20 o 40 kV en alterna). Todas las entradas de alimentación a las subestaciones ferroviarias se deben hacer mediante una celda de seccionamiento y protección mediante interruptores (exigida por las compañías suministradoras).

- Después, se encuentran los equipos de medida. Como es lógico, se emplean transformadores de intensidad y de tensión para llegar a los niveles admisibles por equipos de medida y protección.

- Posteriormente, se encuentra el transformador o transformadores de potencia. Es el transformador esencial en el que se busca una relación de transformación que permita tener una tensión transformada cuyo valor eficaz rectificado (RMS) sea el de la alimentación del material rodante a través de la catenaria. Es usual diseñar estas subestaciones con sistemas redundantes en paralelo por razones de fiabilidad. Por esta razón, puede haber más de un transformador de potencia.

- Tras la transformación, se tiene la tensión necesaria que se va a emplear en la catenaria pero la corriente sigue siendo de carácter alterno. Por ello, se emplean puentes rectificadores (que suelen ser de silicio en puente de Graetz) compuestos por 12, 18 o incluso 36 diodos de potencia. Normalmente, por razones de fiabilidad, se instalan el doble de diodos necesarios en el puente rectificador. Lo usual es emplear rectificadores trifásicos no controlados de puente completo ya que permiten obtener un valor fijo de tensión eficaz a la salida que es únicamente función de la tensión a la entrada.[3]

- Tras el rectificado, se colocan los filtros de armónicos (pasivo) y la bobina de alisamiento que disminuye el rizado de la intensidad.

- Finalmente, se encuentran las celdas de feeder que, en su interior, contienen los interruptores de apertura extrarrápida (de aire). Protege frente sobreintensidades y cortocircuitos que pueden darse exteriormente en la catenaria. La salida a catenaria se realiza a través del denominado pórtico de feeders que suelen tener 6 salidas (4 van a catenaria y 2 son de reserva).

Estas subestaciones están controladas telemáticamente, lo que permite controlar la apertura o cierre de interruptores de forma segura. Además, permite satisfacer la demanda en tiempo real de forma más eficiente. Por lo tanto, las subestaciones pueden operarse de forma centralizada un ordenador de control.

### Reversibles
En aspectos constructivos, las subestaciones de tracción reversibles son similares a las no reversibles con la única diferencia de que este permite la circulación de la corriente aguas arriba al poseer un inversor en el circuito de retorno. Usualmente, se emplean convertidores trifásicos controlados de puente completo, ya que permiten el funcionamiento tanto de rectificador como de inversor mediante el correcto ángulo de disparo usado en los tiristores. Estas subestaciones pueden ser construidas como tales originalmente o bien modificar las no reversibles para alcanzar la categoría de reversibles.
Pueden estar constituidos por un convertidor bidireccional (infraestructura de nueva construcción) o bien utilizar uno en paralelo con otro unidireccional (subestaciones reformadas). Estas últimas permiten dimensionar óptimamente el convertidor, ya que la potencia procedente del tren es inferior a la suministrada por la red.
En este sistema siempre se destina prioritariamente la energía al mantenimiento de los servicios auxiliares de las estaciones y a la demanda de corriente de los trenes que se encuentren más cercanos.
Cuando exista un exceso puntual de potencia en el sistema, el inversor (cuyo funcionamiento está basado en tiristores) permitirá convertir la corriente continua, proveniente del frenado regenerativo, en alterna. De esta forma, esta puede ser devuelta a la red de distribución de la compañía suministradora previa transformación de la misma hasta la tensión correspondiente.

#### Ventajas
- Completo aprovechamiento de la energía generada en el frenado regenerativo (con excepción de la disipada por efecto Joule).
- Reducción del consumo eléctrico.
- Reducción de las emisiones de CO2.
- Mejora el rendimiento del sistema ferroviario.
- La instalación de un convertidor aguas arriba no modifica el esquema de las subestaciones ya construidas.

#### Inconvenientes
- Supone una inversión de capital importante.
- Requiere de permisos de las distribuidoras para devolver energía eléctrica a la red.

### Ejemplos de subestaciones reversibles

#### Ámbito nacional
- Metro Bilbao. Pionero en la instalación del sistema reversible Ingeber (patentado por el grupo Ingeteam) en España. El sistema se basa en un convertidor doble y en paralelo de corriente alterna-continua y viceversa. Actualmente existen un total de 5 subestaciones reversibles instaladas, siendo instalada la primera subestación en 2010.  En 2014 llegó a ahorrarse el metro 1,3 millones de euros, lo que supone un ahorro de 8.833.703 kWh/año.
- Subestación La Comba (Málaga). Enmarcado en el Plan de Eficiencia Energética de Adif y se utilizó el sistema reversible Ingeber. Se encuentra en la Subestación de La Comba (Benalmádena), en la línea de cercanías Málaga – Fuengirola.  En su primer año de funcionamiento ha recuperado 1.000.000 kWh, lo que porcentualmente supone un 12% de la energía anual consumida en la línea y un ahorro de 12.000 € aproximadamente bimensuales.  Además supone un importantísimo avance en el ámbito medioambiental al reducir en 34 toneladas de CO2 al mes y se estima que en un plazo inferior a 10 años ya se habrá recuperado la inversión inicial de 655.000 €.

- Metro en Barcelona. Actualmente existe una subestación, instalada en una subestación de la L9. El sistema permite recuperar entre un 10 y un 30% de la energía consumida para la tracción del sistema ferroviario.
- Metro Madrid.

#### Ámbito internacional
- Metro de Londres. Donde el gigante francés Alstom, junto con el Metro de Londres, han implantado el sistema HESOP, diseñada por Alstom y galardonado como la tecnología del año en 2016 por Railway Industry Awards y Transport Times. Instalado en la estación de Cloudlesley Road, en la línea Victoria Line, es capaz de recuperar hasta el 99% de la energía de tracción generada durante la frenada. Esta subestación entró en servicio en el año 2015.
- El sistema HESOP ya había sido previamente instalado en la línea T1 del tranvía de París (RATP) (en servicio desde julio de 2011), en el metro de Milán (ATM) donde se instalaron la primera unidad HESOP de 1500V a finales de 2014. El sistema será incluido, además, en las ciudades de, Sídney, Panamá y Riad.
- Otros ejemplos de ciudades internacionales donde se ha implantado este tipo de tecnología para el transporte urbano son el metro de Bruselas, la cual cuenta con un total de 6 subestaciones instaladas, el metro de Viena, el metro de Bielefeld o el metro de Río de Janeiro.

## Subestación de Tracción en Corriente Alterna
Las Subestaciones Eléctricas de Tracción (SET) están alimentadas generalmente por dos acometidas trifásicas, que tendrán su origen en la subestación más próxima propiedad de Red Eléctrica de España. Estas acometidas se conectan a la subestación mediante el pórtico de entrada.
Las SET en Corriente Alterna se dividen principalmente en las siguientes zonas:
- Parque de Alta Tensión: suele estar formado por dos calles separadas, ya que generalmente hay dos transformadores de potencia en la instalación. En el parque se instala la aparamenta de alta tensión correspondiente, formada principalmente por los elementos de protección y medida.
- Pórtico de conversión: realiza la conversión de cable subterráneo a cable aéreo, de forma que éste se tiende soterrado hacia el edificio de control.
- Edificio de control: el edificio de media tensión o de control alberga la aparamenta de media tensión. Se entiende por media tensión el nivel al que se va alimentar a la catenaria. En el edificio se incluyen las celdas de media tensión y otras estancias como: sala de control y telecomunicaciones, sala para alojar los transformadores de servicios auxiliares, sala de medida y baja tensión, sala para el grupo electrógeno, almacén, aseo y vestuario.
- Pórtico de salida: a la salida del edificio de control, el cable soterrado se transforma a aéreo mediante estos pórticos, y se tiende hacia la catenaria o feeder de alimentación.
- Armario de barra “0”: a él llegan los cables procedentes del punto central de los transformadores, la malla de tierras y la conexión al circuito de retorno (ya sea por cables, feeder negativo o vías). Está equipado con transformadores de intensidad para conocer la corriente que retorna a la subestación por tierra y por el retorno.

## Elementos de protección y medida
Los parques están formados por elementos de protección, para salvaguardar a los equipos y a la instalación en caso de sobrecargas o sobretensiones, así como elementos de medida, para controlar en cada instante los niveles de tensión e intensidad que hay en la instalación.
Podemos destacar los siguientes: seccionadores, interruptores automáticos, transformadores de medida y protección (de tensión y de intensidad), autoválvulas y red de tierras.

### Seccionadores
Es un componente electromecánico que permite conectar o desconectar circuitos o líneas para efectuar maniobras o bien por el hecho de hacer mantenimiento.
No tienen poder de corte, es decir, no pueden abrir o cerrar un circuito en carga. Simplemente se utilizan para hacer un corte “visible”, para que si un operario está trabajando puede comprobar que el circuito está abierto. De esta forma se reduce la posibilidad de accidentes por electrocuciones. 
Hay muchos tipos de seccionadores: de cuchillas giratorias, de cuchillas deslizantes, de columnas giratorias, tipo pantógrafo, etc. 

### Interruptores automáticos
Los interruptores son unos dispositivos que, al igual que los seccionadores, permiten conectar o desconectar circuitos o líneas. La gran diferencia se encuentra en que son capaces de efectuar la maniobra en carga, es decir, en condiciones de suministro nominales (con paso de corriente). También permite realizar aperturas y cierres en condiciones de cortocircuito. Son capaces de extinguir el arco eléctrico que se genera al abrir un circuito bajo estas condiciones de potencia y nivel de tensión.
Se utilizan fundamentalmente para la protección de equipos, como los transformadores, y circuitos (líneas eléctricas) frente a sobrecargas o cortocircuitos.
Existen varios tipos de interruptores en función del mecanismo para extinguir el arco: de pequeño volumen de aceite, de gran volumen de aceite, neumáticos, de vacío y de hexafluoruro de azufre o SF6. Los más efectivos para eliminar el arco son los de SF6, ya que tienen una alta rigidez dieléctrica, aunque hay que prestar cuidado para su eliminación, puesto que es un gran contaminante.

### Transformadores de medida y protección
Son dispositivos que se utilizan para medir las 2 magnitudes eléctricas fundamentales (tensión e intensidad) y para proteger la instalación.
En cuanto a la medición, la medida directa de tensiones o intensidades elevadas exigiría disponer de un voltímetro con unos aislamientos enormes y, además, resultaría peligroso que alguien se acercara a él para realizar la lectura. Por esta razón, se utilizan transformadores de tensión e intensidad. Estos elementos reducen el valor de la tensión y la intensidad y su secundario se conecta a los aparatos de medida.
En el caso de transformadores de protección, su secundario no alimenta aparatos de medida sino aparatos de protección, tales como relés magnetotérmicos, relés diferenciales, etc.

### Autoválvulas
Se trata de resistencias no lineales conectadas a tierra que en condiciones normales de operación no conducen pero, en caso de una sobretensión producida por una maniobra incorrecta o descargas atmosféricas, conducen a tierra, protegiendo los transformadores y el resto de la instalación.

### Red de tierras
Se distinguen dos tipos fundamentales:
- Inferior: las subestaciones de tracción van provistas de una red de tierras principal formada por una malla enterrada unida al cerramiento de la instalación, que cubrirá toda la superficie de la instalación, de forma que las tensiones de paso y contacto que puedan establecerse sean menores a las consideradas como admisibles en el reglamento de subestaciones. Según el MIE RAT-13, esta malla irá enterrada a 0,8 m de profundidad, formando por cuadrículas lo más uniformemente posible. A ella irán conectados todos los soportes metálicos de los aparatos, estructuras y edificios para proteger frente a contactos indirectos por posibles fallos de aislamientos.
- Superior: el objetivo es la captación de las descargas atmosféricas y su conducción a la malla enterrada para que sean disipadas a tierra. Consiste en un conjunto de cables de guarda y/o pararrayos Franklin sobre columnas.